# نانسي لان
نانسي لان (بالإنجليزية: Nancy Lane) هي لاعبة شطرنج أسترالية، ولدت في 1971.

## وصلات خارجية
- نانسي لان على موقع الاتحاد الدولي للشطرنج (الإنجليزية)
- نانسي لان على موقع مباريات الشطرنج (الإنجليزية)
- نانسي لان على موقع 365Chess.com (الإنجليزية)
- نانسي لان على موقع Chesstempo.com (الإنجليزية)